# C.L.A. No somos ángeles
Clínica Los Ángeles. No somos ángeles, más conocida como C.L.A. No somos ángeles, es una serie de televisión producida por Europroducciones y emitida por la cadena española Antena 3 en 2007.
Se estrenó en Antena 3 el 20 de agosto de 2007 en el prime time, para luego emitirse de lunes a viernes en la sobremesa. Dado sus índices de audiencia, por debajo de la media de la cadena, un mes más tarde, el 17 de septiembre de 2007, pasó a emitirse los sábados y domingos a las 20:00 y, paralelamente, en el canal de TDT Antena.Nova de lunes a viernes a las 16:00. Dado que los registros de audiencia no mejoraron, el 1 de octubre de ese año, después de 23 capítulos, pasó a emitirse exclusivamente por el canal digital. Poco después fue retirada de forma definitiva y pasó a emitirse en Antena.Nova de lunes a viernes a las 20:00 h hasta su fin.

## Argumento
A medio camino entre el género dramático y la comedia, narra el día a día de los profesionales de la Clínica Los Ángeles (C.L.A.), profundizando en sus sentimientos, dudas y las relaciones que se crean entre ellos.

## Personajes
- José Ramón Olaizola. Presidente del consejo de CLA.  Interpretado por Eugenio Barona.
- Doctor Francisco Zúñiga. Director Fundación.  Interpretado por Héctor Colomé
- Patricia Soriano. Anastesista y adjunta a la dirección. Interpretada por Pilar Punzano.
- Mercedes Castro. Oncóloga de prestigio que ha dejado la medicina para encargarse de la gerencia de la clínica. Interpretada por Blanca Oteyza
- Doctor Álvaro Navarro. Neurocirujano, seductor y mujeriego, hijo del Doctor Zúñiga. Interpretado por Mariano Alameda.
- Doctora Cristina Balbuena. Es la jefa de medicina interna. Interpretada por Marina Lozano .
- Doctor Sebastián Linares. Cardiólogo. Interpretado por Joan Massotkleiner .
- Doctor Serna. Ginecólogo. Interpretado por William Miller.
- Alicia Garzón. Jefa del Departamento de enfermería. Interpretada por Ana Gracia.
- Alejandro Abad. Enfermero. Interpretado por Alejandro Buzzoni.
- Elena Rincón. Enfermera. Interpretada por Claudia Bassols.
- Raquel Noriega. Enfermera. Interpretada por Laura More.
- Zorione Oirbide. Enfermera. Interpretada por Verónica Moral.
- Sandra Gómez. Enfermera. Interpretada por Isabel Serrano.
- Ofelia Romero. Recepcionista de la Clínica. Interpretada por Ángela Fuente.
- Mariela Mendía. Encargada de la limpieza. Interpretada por Lorena Vindel.
- Tati. Amiga del Dr. Serna. Interpretada por Athenea Mata.
- Javier Ortiz. Abogado. Interpretado por Carlos Castel

## Audiencias
El capítulo de su estreno, emitido el 20 de agosto de 2007, fue el más visto, con 1.801.000 espectadores y un 14% de cuota de pantalla. Su mejor registro de cuota de pantalla lo alcanzó en el sexto capítulo, emitido el 24 de agosto con un 16,2%